# Ботсвана на Олімпійських іграх
Ботсвана дебютувала на Олімпійських іграх 1980 року у Москві та з того часу брала участі у всіх літніх Олімпіадах. Ботсванський спортсмен вперше здобув медаль на літніх Олімпійських іграх 2012 року у Лондоні (срібло Найджела Амоса в змаганнях з бігу на 800 метрів).
Ботсвана ніколи не брала участі у зимових Олімпійських іграх.
Національний олімпійський комітет Ботсвана був заснований у 1979 році і визнаний МОК наступного року.

## Таблиці медалей

### За літніми Олімпіадами
| Ігри                | Золото | Срібло | Бронза | Загалом |
| Москва 1980         | 0      | 0      | 0      | 0       |
| Лос-Анджелес 1984   | 0      | 0      | 0      | 0       |
| Сеул 1988           | 0      | 0      | 0      | 0       |
| Барселона 1992      | 0      | 0      | 0      | 0       |
| Атланта 1996        | 0      | 0      | 0      | 0       |
| Сідней 2000         | 0      | 0      | 0      | 0       |
| Афіни 2004          | 0      | 0      | 0      | 0       |
| Пекін 2008          | 0      | 0      | 0      | 0       |
| Лондон 2012         | 0      | 1      | 0      | 1       |
| Ріо-де-Жанейро 2016 | 0      | 0      | 0      | 0       |
| Усього              | 0      | 0      | 0      | 1       |

### За видами спорту
| Вид спорту     | Золото | Срібло | Бронза | Загалом |
| Легка атлетика | 0      | 1      | 0      | 1       |
| Усього         |        | 1      |        | 1       |

## Медалісти
| Медаль | Спортсмен    | Вид спорту     | Дисципліна      |
| ------ | ------------ | -------------- | --------------- |
| Срібло | Найджел Амос | Легка атлетика | Чоловіки, 800 м |